# Sykkylven
Sykkylven – norweskie miasto i gmina leżąca w regionie Møre og Romsdal.
Sykkylven jest 261. norweską gminą pod względem powierzchni.

## Demografia
Według danych z roku 2005 gminę zamieszkuje 7446 osób. Gęstość zaludnienia wynosi 22,06 os./km². Pod względem zaludnienia Sykkylven zajmuje 133. miejsce wśród norweskich gmin.
| ludność stan na 1 stycznia 2005 |         |           |       |
|                                 | kobiety | mężczyźni | razem |
| osób                            | 3772    | 3674      | 7446  |
| %                               | 50,66%  | 49,34%    | 100%  |

| wykształcenie stan na 1 października 2004 |        |         |        |        |
|                                           | podst. | średnie | wyższe | niezn. |
| osób                                      | 1304   | 3424    | 935    | 150    |
| %                                         | 22,43% | 58,9%   | 16,08% | 2,58%  |

## Edukacja
Według danych z 1 października 2004:
- liczba szkół podstawowych (norw. grunnskolar): 10
- liczba uczniów szkół podst.: 1023

## Władze gminy
Według danych na rok 2011 administratorem gminy (norw. rådmann) jest Ole Johan Lillestøl, natomiast burmistrzem (norw. ordfører, d. borgermester) jest Jan Kåre Aurdal.